# San Vicente de Cañete
San Vicente de Cañete è una città della costa centrale Perù ubicata vicino al fiume Cañete, capitale del Distretto di San Vicente de Cañete.